# Betz (Fluss)
Der Betz ist ein Fluss in Frankreich, der in den Regionen Bourgogne-Franche-Comté, Centre-Val de Loire und Île-de-France verläuft. Er entspringt im Gemeindegebiet von Domats, entwässert generell Richtung West bis Nordwest und mündet nach rund 34 Kilometern am nördlichen Stadtrand von Dordives als rechter Nebenfluss in den Loing, der in diesem Bereich vom Canal du Loing als Seitenkanal begleitet wird. Auf seinem Weg durchquert der Betz die Départements Yonne und Loiret und berührt auch kurz das Seine-et-Marne.

## Orte am Fluss
- Domats
- Bazoches-sur-le-Betz
- Le Bignon-Mirabeau
- Chevry-sous-le-Bignon
- Chevannes
- Dordives